# Ржецкая, Лидия Ивановна
Лидия Ивановна Рже́цкая (бел. Лідзія Іванаўна Ржэцкая; 1899—1977) — белорусская советская актриса. Народная артистка СССР (1955).

## Биография
Родилась 5 (17) апреля 1899 года в Минске.

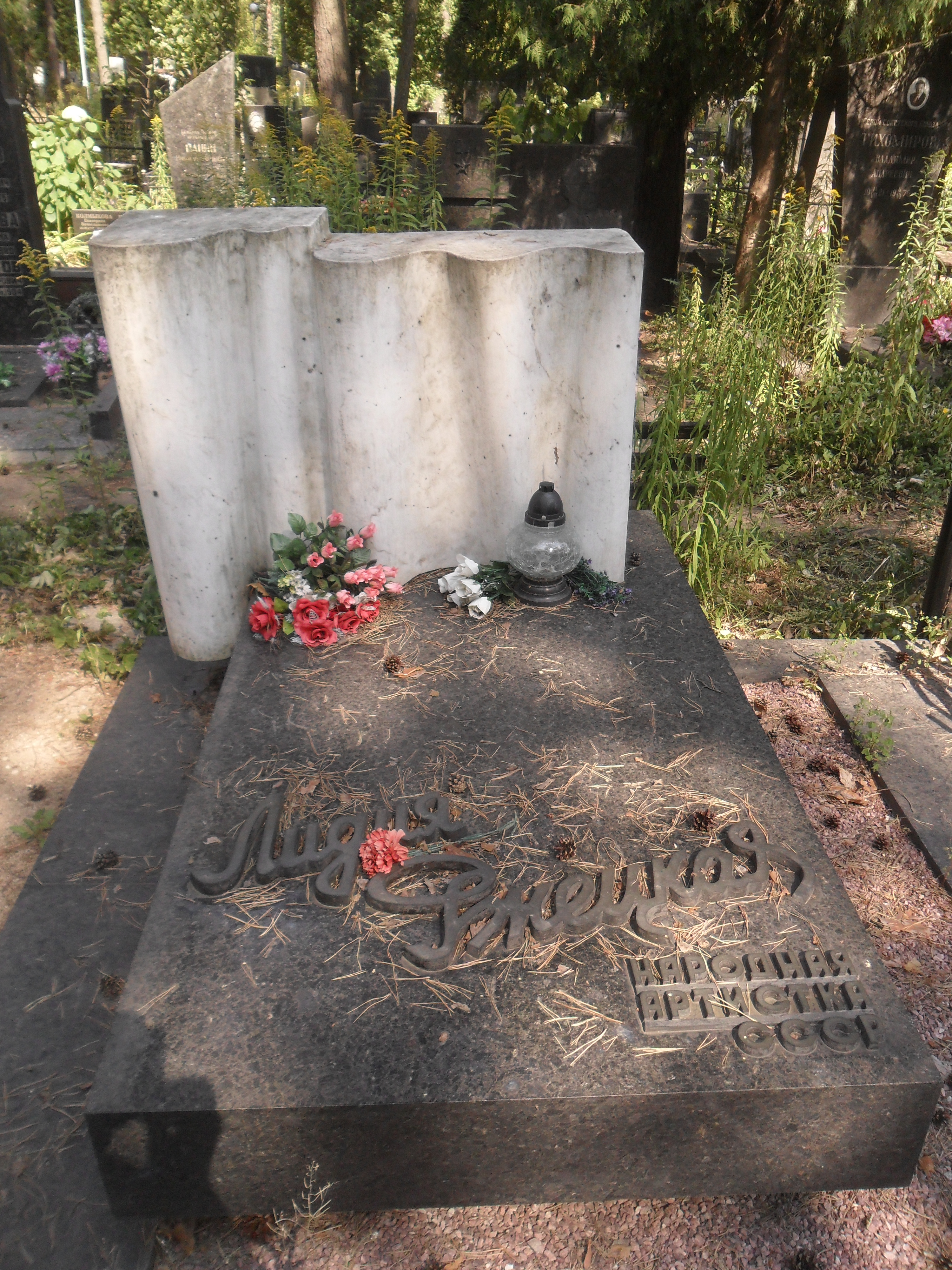
Могила Ржецкой на Восточном кладбище Минска.

Окончила Мариинскую женскую гимназию (Минск).
Творческая деятельность актрисы началась в 1916 году. С 1917 — актриса Белорусского Товарищества драмы и комедии.
С 1920 года — актриса 1-го Белорусского государственного драматического театра (ныне Национальный академический театр имени Янки Купалы) (Минск). Воспитанница режиссёра Е. А. Мировича.
Снималась в кино.
Член КПСС с 1952 года.
Умерла 24 октября 1977 года в Минске. Похоронена на Восточном кладбище.

### Семья
- Муж — Леон Рахленко (1907—1986), актёр, режиссёр. народный артист СССР (1966).

## Награды и звания
- Народная артистка Белорусской ССР (1944)
- Народная артистка СССР (1955)
- Сталинская премия третьей степени (1952) — за исполнение роли Авдотьи Захаровны в спектакле «Поют жаворонки» К. Крапивы
- Орден Ленина (1967)[4]
- Орден Октябрьской Революции (1974)
- Два ордена Трудового Красного Знамени (20.06.1940, за выдающиеся заслуги в деле развития белорусского театрального и музыкального искусства; 1948 — в связи с 30-летием образования Белорусской ССР)
- Медали.

## Роли в театре

### Белорусское Товарищество драмы и комедии
- «Хам» Э. Ожешко — Пронька
- «Разорённое гнездо» Я. Купалы — Зоська

### Белорусский драматический театр им. Я. Купалы
- 1927 — «Мятеж» Б. Лавренёва — Заира
- 1929 — «Междубурье» Д. Курдина — Елена
- 1934 — «Недоросль» Д. Фонвизина — Простакова
- 1936 — «Платон Кречет» А. Корнейчука — Лида
- 1936 — «Волки и овцы» А. Островского — Мурзавецкая
- 1937 — «Последние» М. Горького — Соколова
- 1938 — «Без вины виноватые» А. Островского — Кручинина
- 1939 — «Кто смеётся последним» К. Крапивы — тётя Катя
- 1939 — «Гибель волка» Э. Самуйлёнка — Степанида
- 1944 — «Поздняя любовь» А. Островского — Шаблова
- 1944 — «Павлинка» Я. Купалы — Альжбета
- 1948 — «Московский характер» А. Софронова — Северова
- 1952 — «Поют жаворонки» К. Крапивы — Авдотья Захаровна
- 1953 — «Доходное место» А. Островского — Кукушкина
- 1954 — «Извините, пожалуйста!» А. Макаёнка — Северова
- «Метель» Л. Леонова — Марфа
- «Соловей» З. Бядули — Каспариха.

## Фильмография
- 1952 — Павлинка (фильм-спектакль) — Альжбета
- 1953 — Поют жаворонки — Авдотья
- 1954 — Кто смеётся последним? — тётя Катя
- 1957 — Наши соседи — Екатерина Васильевна
- 1958 — Часы остановились в полночь — Варвара Ивановна
- 1966 — Саша-Сашенька — посетительница.

## Память

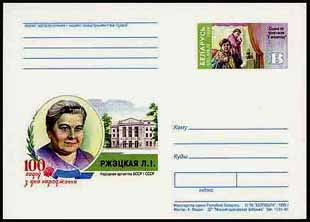
Почтовый конверт Белоруссии

- В 1999 году в Белоруссии был выпущен почтовый конверт, посвящённый 100-летию Ржецкой.